# 梅尔维拉·奥克拉莫纳
梅尔维拉·奥克拉莫纳（1993年10月17日—），印尼女子羽毛球運動員。

## 簡歷
2013年6月，奥克拉莫纳出戰馬爾代夫國際挑戰賽，與马雷塔·德亚·乔瓦尼合作贏得女子雙打冠軍；同年7月，二人又在印尼國際挑戰賽拿下冠軍；又在其後的新加坡國際系列賽打進四強。

## 主要比賽成績
只列出曾進入準決賽的國際賽事成績：
| 年份   | 賽事                     | 公開賽級別 | 項目     | 拍檔                          | 成績   |
| ------ | ------------------------ | ---------- | -------- | ----------------------------- | ------ |
| 2012年 | 馬來西亞羽毛球國際挑戰賽 | 國際挑戰賽 | 女子雙打 | 里琳·阿米莉亚                 | 亞軍   |
| 2013年 | 馬爾代夫羽毛球國際挑戰賽 | 國際挑戰賽 | 女子雙打 | 马雷塔·德亚·乔瓦尼            | 冠軍   |
| 2013年 | 印尼羽毛球國際挑戰賽     | 國際挑戰賽 | 女子雙打 | 马雷塔·德亚·乔瓦尼            | 冠軍   |
| 2013年 | 新加坡羽毛球國際系列賽   | 國際系列賽 | 女子雙打 | 马雷塔·德亚·乔瓦尼            | 準決賽 |
| 2014年 | 越南羽毛球國際挑戰賽     | 國際挑戰賽 | 女子雙打 | 梅拉蒂·达伊瓦·奥克塔维亚尼    | 亞軍   |
| 2014年 | 印尼羽毛球國際挑戰賽     | 國際挑戰賽 | 女子雙打 | 梅拉蒂·达伊瓦·奥克塔维亚尼    | 準決賽 |
| 2014年 | 保加利亞羽毛球國際賽     | 國際挑戰賽 | 女子雙打 | 马哈德维·伊斯特拉尼·尼·克图特 | 準決賽 |
| 2014年 | 巴林羽毛球國際挑戰賽     | 國際挑戰賽 | 女子雙打 | 马哈德维·伊斯特拉尼·尼·克图特 | 準決賽 |
| 2015年 | 新加坡羽毛球國際系列賽   | 國際系列賽 | 女子雙打 | 丽卡·罗西塔瓦蒂               | 亞軍   |
| 2015年 | 越南羽毛球國際系列賽     | 國際系列賽 | 女子雙打 | 丽卡·罗西塔瓦蒂               | 準決賽 |

| 2007-2017年 | 首要超級賽 | 超級賽 | 黃金大獎賽 | 大獎賽 | 國際挑戰賽 | 國際系列賽 | 未來系列賽 | 其他 |

| 2018-2026年 | 總決賽 | 超級1000賽 | 超級750賽 | 超級500賽 | 超級300賽 | 超級100賽 | 國際挑戰賽 | 國際系列賽 | 未來系列賽 | 其他 |